# Juan Cuadrado
Juan Guillermo Cuadrado Bello (sinh ngày 26 tháng 5 năm 1988) là một cầu thủ bóng đá chuyên nghiệp người Colombia hiện đang thi đấu ở vị trí tiền vệ cánh hoặc hậu vệ biên cho câu lạc bộ Serie A Atalanta và đội tuyển bóng đá quốc gia Colombia. Anh nổi tiếng nhờ lối chơi giàu kỹ thuật, khả năng rê bóng và kiểm soát bóng tốt.
Cuadrado khởi đầu sự nghiệp tại Independiente Medellín, sau đó đến Ý vào năm 2009 để khoác áo Udinese. Không có nhiều cơ hội ra sân tại Udinese, anh được cho Lecce mượn vào mùa giải 2011-12 và phong độ cao tại đây đã giúp anh được Fiorentina mua lại từ mùa giải sau đó. Tháng 2 năm 2015, anh đến Anh thi đấu cho Chelsea nhưng chỉ sáu tháng sau đã quay trở lại Ý khoác áo Juventus theo thỏa thuận cho mượn.
Tại đội tuyển Colombia, Cuadrado có trận ra mắt vào tháng 9 năm 2010. Anh đã cùng đội tuyển Colombia vào đến tứ kết World Cup 2014 và trở thành cầu thủ dẫn đầu giải đấu về số lần kiến tạo với tổng cộng bốn lần.

## Sự nghiệp câu lạc bộ

### Atletico Uraba và Independiente Medellín
Cuadrado sinh ra tại Necoclí, một thị trấn nhỏ ở miền bắc Colombia. Cha anh, ông Guillermo, một tài xế xe tải bị bắn chết khi anh chỉ vừa mới năm tuổi.
Câu lạc bộ đầu tiên trong sự nghiệp của Cuadrado là đội bóng địa phương Atletico Uraba. Ban đầu anh thi đấu ở vị trí tiền đạo, nhưng sau đó theo lời khuyên của người thành lập Atletico Uraba là ông Nelson Gallego, anh chuyển sang vị trí tiền vệ cánh. Anh từng có thời gian ngắn thi đấu cho đội bóng hạng hai Rionegro và chủ yếu ngồi dự bị nhưng tài năng của anh đã được Independiente Medellín, một trong những câu lạc bộ lớn nhất Colombia để ý đến và anh chuyển sang Independiente Medellín vào năm 2008.
Cuadrado đã ghi bàn ngay trong trận đấu đầu tiên cho Independiente Medellín gặp Boyacá Chicó. Trong mùa giải này, anh thi đấu vị trí hậu vệ phải và vào mùa hè năm 2009, anh đến Ý thi đấu cho Udinese với phí chuyển nhượng không được tiết lộ.

### Udinese và Lecce
Cuadrado có khoảng thời gian thi đấu không thành công tại Udinese khi chỉ được ra sân 24 lần trong hai mùa bóng và không ghi được bàn thắng nào. Sau đó anh được đem cho Lecce mượn vào mùa giải 2011-12 và anh đã có được ba bàn thắng và hai pha kiến tạo trong mùa giải mà anh được đá 33 trận, trong đó có bàn thắng với pha đi bóng từ giữa sân trong chiến thắng 4-1 trước Siena. Mặc dù Lecce phải xuống hạng, tài năng của Cuadrado đã được Fiorentina chú ý đến. Fiorentina đã trả 4,5 triệu Bảng Anh để có được 50% quyền sở hữu Cuadrado.

### Fiorentina
Ngày 23 tháng 7 năm 2012, Cuadrado chính thức chuyển đến Fiorentina. Anh có bàn thắng đầu tiên cho Fiorentina trong chiến thắng 4-1 trước Cagliari vào ngày 4 tháng 11 năm 2012. Trong mùa giải đầu tiên với Fiorentina, anh có 5 bàn thắng và 6 pha kiến tạo, giúp Fiorentina có được vị trí thứ tư tại Serie A 2012-13.
Ngày 11 tháng 2 năm 2014, Cuadrado ấn định chiến thắng 2-0 cho Fiorentina trước đội bóng cũ Udinese tại bán kết lượt về Coppa Italia và Fiorentina giành chiến thắng chung cuộc 3-2. Tuy nhiên anh đã không thể tham dự trận chung kết do bị treo giò và đội bóng của anh sau đó đã phải nhận thất bại 1–3 trước Napoli. Trong mùa giải 2013-14, anh ghi được 11 bàn và có 5 lần kiến tạo.
Ngày 16 tháng 6 năm 2014, trong bối cảnh các phương tiện truyền thông đưa ra khả năng về việc Cuadrado sẽ chuyển sang thi đấu cho một đội bóng lớn hơn, Fiorentina đã đồng ý mua lại toàn bộ quyền sở hữu hợp đồng của Cuadrado từ Udinese. Anh có bàn thắng đầu tiên trong mùa giải 2014-15 trong trận đấu tại UEFA Europa League vào lưới đội bóng Pháp En Avant de Guingamp. Ngày 24 tháng 10 năm 2014, anh gia hạn hợp đồng với Fiorentina theo đó sẽ gắn bó với đội bóng Ý đến năm 2019. Anh rời Fiorentina trong kì chuyển nhượng mùa đông năm 2015 sau khi có được 20 bàn thắng sau 85 trận đấu trên mọi đấu trường cho đội bóng áo tím.

### Chelsea
Ngày 2 tháng 2 năm 2015, câu lạc bộ Anh Chelsea chính thức xác nhận đã chiêu mộ được Cuadrado từ Fiorentina theo bản hợp đồng có thời hạn bốn năm rưỡi với phí chuyển nhượng khởi điểm là 23,3 triệu £ và có thể lên đến 26,8 triệu £; tiền vệ Mohamed Salah chuyển đến Fiorentina theo dạng cho mượn như một phần của thỏa thuận giữa hai đội bóng. Trong ngày ký hợp đồng, anh chia sẻ: "Tôi rất vui mừng và cảm ơn vì đã trao cho tôi cơ hội. Đây là một câu lạc bộ lớn và thực sự nó giống như một ước mơ gia nhập gia đình Chelsea và để biết rằng huấn luyện viên José Mourinho tin tưởng ở tôi. Tôi cảm thấy hạnh phúc." Anh được mặc áo số 23, số áo trước đó của thủ môn Mark Schwarzer.
Năm ngày sau khi ký kết hợp đồng với Chelsea, Cuadrado có trận đấu đầu tiên cho đội bóng mới khi vào sân thay cho Willian trong 10 phút cuối chiến thắng 2-1 trước Aston Villa. Ngày 11 tháng 2, anh chính thức có trận đấu đầu tiên tại Stamford Bridge cũng như lần đá chính đầu tiên cho Chelsea trong chiến thắng 1-0 trước Everton. Anh có danh hiệu đầu tiên với Chelsea là Cúp Liên đoàn sau chiến thắng 2-0 trước Tottenham Hotspur trong trận chung kết, nơi anh có mặt từ phút thứ 76. Phong độ của Cuadrado trong những trận đấu đầu tiên của anh tại Giải Ngoại hạng Anh là rất kém, đỉnh điểm là pha bỏ lỡ cơ hội ở khoảng cách chỉ vài mét trong trận đấu với Stoke City. Huấn luyện viên Mourinho phát biểu Cuadrado cần thêm thời gian để thích nghi.
Ngày 3 tháng 5, Cuadrado được ra sân từ đầu trong chiến thắng 1-0 trước Crystal Palace, chiến thắng giúp Chelsea có được danh hiệu vô địch Premier League thứ tư trong lịch sử. Ba tuần sau đó, trong trận đấu cuối cùng của mùa giải với Sunderland, anh đã đem về một quả phạt đền cho Chelsea giúp Chelsea cân bằng tỉ số 1-1 và thắng chung cuộc 3-1.
Ngày 16 tháng 8, Cuadrado có trận đấu đầu tiên trong mùa giải 2015-16 khi vào sân từ ghế dự bị trong trận thua 0-3 trước Manchester City.

### Juventus
Ngày 25 tháng 8 năm 2015, Cuadrado đến Juventus theo thỏa thuận cho mượn từ Chelsea cho đến hết mùa giải 2015-16. Năm ngày sau đó, anh có trận đấu đầu tiên cho "Bà đầm già" khi vào sân ở phút thứ 75 trận thua AS Roma 2-1. Ngày 31 tháng 10, anh ghi bàn ở phút 90+3 để đem vè chiến thắng 2-1 trước Torino, bàn thắng đầu tiên của anh cho Juventus.
Ngày 16 tháng 3 năm 2016, Cuadrado có bàn thắng đầu tiên tại UEFA Champions League, ghi bàn nâng tỉ số lên 2-0 trong trận thua Bayern München 4-2 tại lượt về vòng 1/16. Ngày 21 tháng 5, vào sân từ băng ghế dự bị, anh kiến tạo cho Álvaro Morata ghi bàn thắng duy nhất trong trận chung kết Coppa Italia 2016, giúp Juventus có được cú đúp danh hiệu giải quốc nội thứ hai liên tiếp. Tổng cộng Cuadrado có được 4 bàn thắng và 6 kiến tạo trong khoảng thời gian được đem cho mượn tại Juventus.
Cuadrado trở lại Chelsea trong mùa hè 2016 và tham gia một số trận giao hữu trước mùa giải. Tuy nhiên đến ngày 31 tháng 8, Cuadrado trở lại Juventus theo hợp đồng cho mượn có thời hạn ba năm, trị giá 5 triệu € mỗi mùa giải, cộng với điều khoản có thể mua đứt sau đó. Ngày 5 tháng 2 năm 2017, Cuadrado có được bàn thắng đầu tiên ở Serie A sau 9 tháng và đây cũng là bàn thắng duy nhất đem về chiến thắng 1-0 cho Juventus trước Inter Milan.

#### 2017-18
Ngày 26 tháng 8 năm 2017, Cuadrado ghi bàn thắng đầu tiên trong mùa giải 2017-18 với pha lập công trong chiến thắng 4-2 trước Genoa. Ngày 5 tháng 11, anh ghi bàn từ một pha đánh đầu cận thành hoàn tất cú lội ngược dòng của Juventus trước Benevento Calcio. Ngày 5 tháng 12 năm 2017, anh có bàn thắng đầu tiên tại Champions League kể từ tháng 10 năm 2016 khi mở tỉ số trong chiến thắng 2-0 trước Olympiacos.
Ngày 31 tháng 3 năm 2018, Cuadrado ghi bàn thắng nâng tỉ số lên 2-1 trong chiến thắng 3-1 của Juventus trước AC Milan tại Serie A. Anh kết thúc mùa giải 2017-18 với cú đúp danh hiệu quốc nội Serie A và Coppa Italia, trong đó anh thi đấu trọn 90 phút trận chung kết Coppa Italia thắng AC Milan 4-0.

### 2019-nay
Vào ngày 21 tháng 9 năm 2019, Cuadrado có trận đấu thứ 100 tại Serie A cùng Juventus trong chiến thắng 2-1 trên sân nhà trước Verona.Vào ngày 3 tháng 11, anh có lần ra sân thứ 150 cho câu lạc bộ trong chiến thắng 1–0 trên sân khách trước đối thủ cùng thành phố Torino trong trận Derby della Mole.Cuối tháng đó, anh gia hạn hợp đồng với câu lạc bộ đến năm 2022

## Sự nghiệp đội tuyển quốc gia
Cuadrado lần đầu tiên được triệu tập và thi đấu cho đội tuyển Colombia vào tháng 9 năm 2010 trong trận giao hữu với Venezuela. Anh đã ghi bàn ngay trong trận đầu tiên này giúp Colombia giành chiến thắng 2-0.

### World Cup 2014
Mùa hè năm 2014, Cuadrado được huấn luyện viên José Pekerman triệu tập vào đội hình 23 cầu thủ Colombia tham dự World Cup 2014 tại Brasil. Ngay trong trận đấu đầu tiên của mình tại đấu trường World Cup, Cuadrado đã trở thành cầu thủ Colombia đầu tiên có được hai pha kiến tạo trong một trận đấu ở World Cup giúp đội bóng Nam Mỹ đánh bại Hy Lạp 3-0. Đến trận đấu thứ hai với Bờ Biển Ngà, từ quả phạt góc của Cuadrado, James Rodríguez đã có pha đánh đầu thành bàn.
Trong trận đấu cuối cùng của vòng bảng với Nhật Bản, anh đã có được bàn thắng của riêng mình tại giải đầu này từ chấm phạt đền. Ngày 28 tháng 6, Cuadrado lại có pha kiến tạo trong chiến thắng 2-0 trước Uruguay tại sân vận động Maracanã để đưa Colombia lần đầu tiên trong lịch sử vào tứ kết World Cup còn bản thân anh trở thành cầu thủ đầu tiên có bốn pha kiến tạo kể từ World Cup 2006. Kết thúc World Cup 2014, anh có tổng cộng bốn pha kiến tạo, trở thành cầu thủ dẫn đầu danh sách kiến tạo giải đấu này cùng với tiền vệ người Đức Toni Kroos.
Cuadrado thi đấu đầy đủ cả bốn trận đấu của đội tuyển Colombia tại Cúp bóng đá Nam Mỹ 2015 và thực hiện thành công lượt sút luân lưu của mình trong trận tứ kết thua Argentina.
Ngày 13 tháng 10 năm 2015, Cuadrado bị đuổi khỏi sân trong trận thua 3-0 trước Uruguay trong khuôn khổ vòng loại World Cup 2018 sau pha huých cùi chỏ Diego Rolán.

### World Cup 2018
Tháng 6 năm 2018, Cuadrado có lần thứ hai tham dự World Cup khi được triệu tập vào đội hình đội tuyển Colombia tham dự giải đấu tại Nga. Tại World Cup 2018, anh ra sân trong cả bốn trận đấu của Colombia và ghi được một bàn thắng trong trận thắng 3-0 của Colombia trước Ba Lan tại vòng bảng và có một đường chuyền thành bàn trong trận đấu tại vòng 16 đội với Anh.

## Phong cách thi đấu
Cuadrado có thể thi đấu ở nhiều vị trí như tiền đạo, hậu vệ cánh phải và tiền vệ cánh và vị trí sở trường của anh từ khi khoác áo Fiorentina là tiền vệ cánh phải. Điểm mạnh của anh là tốc độ đi bóng và khả năng rê dắt bóng. Luca Toni, người đồng đội cũ của anh, đã đặt cho anh biệt danh "Vespa" vì khả năng len lỏi qua các hậu vệ của anh giống như cách một chiếc xe máy di chuyển xuyên qua những chiếc xe hơi trên đường phố Ý. Anh cũng là cầu thủ có số lần rê dắt bóng thành công nhiều nhất tại Ý mùa giải 2012-13. Cuadrado còn có khả năng hỗ trợ phòng thủ tốt cùng nền tảng thể lực. Kỹ năng dứt điểm từng là điểm yếu của anh đã được cải thiện qua từng mùa giải và từng câu lạc bộ mà anh khoác áo.

## Danh hiệu

### Câu lạc bộ
Chelsea
- Premier League: 2014–15
- Football League Cup: 2014–15

Juventus
- Serie A: 2015–16, 2016–17, 2017–18, 2018–19, 2019–20[48]
- Coppa Italia: 2015–16, 2016–17, 2017–18, 2020–21[48]
- Supercoppa Italiana: 2018, 2020[48]

Inter Milan
- Serie A: 2023–24[49]
- Supercoppa Italiana: 2023[50]

### Đội tuyển quốc gia
- Hạng ba Copa América: 2016, 2021[48]

## Thống kê sự nghiệp

### Câu lạc bộ
Tính đến ngày 23 tháng 5 năm 2021
| CLB                    | CLB                 | Giải vô địch QG | Giải vô địch QG | Cúp QG        | Cúp QG        | Cúp liên đoàn | Cúp liên đoàn | Cúp châu lục | Cúp châu lục | Khác    | Khác      | Tổng cộng | Tổng cộng |
| CLB                    | Mùa bóng            | Số trận         | Bàn thắng       | Số trận       | Bàn thắng     | Số trận       | Bàn thắng     | Số trận      | Bàn thắng    | Số trận | Bàn thắng | Số trận   | Bàn thắng |
| Colombia               | Colombia            | League          | League          | Copa Colombia | Copa Colombia | League Cup    | League Cup    | Nam Mỹ       | Nam Mỹ       | Khác    | Khác      | Tổng cộng | Tổng cộng |
| ---------------------- | ------------------- | --------------- | --------------- | ------------- | ------------- | ------------- | ------------- | ------------ | ------------ | ------- | --------- | --------- | --------- |
| Independiente Medellín | 2008                | 21              | 2               | 0             | 0             | —             | —             | —            | —            | —       | —         | 21        | 2         |
| Independiente Medellín | 2009                | 9               | 0               | 0             | 0             | —             | —             | 2            | 0            | —       | —         | 11        | 0         |
| Independiente Medellín | Tổng cộng           | 30              | 2               | 0             | 0             | —             | —             | 2            | 0            | —       | —         | 32        | 2         |
| Ý                      | Ý                   | League          | League          | Coppa Italia  | Coppa Italia  | League Cup    | League Cup    | Châu Âu      | Châu Âu      | Khác    | Khác      | Tổng cộng | Tổng cộng |
| Udinese                | 2009–10             | 11              | 0               | 1             | 0             | —             | —             | —            | —            | —       | —         | 12        | 0         |
| Udinese                | 2010–11             | 9               | 0               | 3             | 0             | —             | —             | —            | —            | —       | —         | 12        | 0         |
| Udinese                | Tổng cộng           | 20              | 0               | 4             | 0             | —             | —             | —            | —            | —       | —         | 24        | 0         |
| Lecce (mượn)           | 2011–12             | 33              | 3               | 0             | 0             | —             | —             | —            | —            | —       | —         | 33        | 3         |
| Fiorentina             | 2012–13             | 36              | 5               | 4             | 0             | —             | —             | —            | —            | —       | —         | 40        | 5         |
| Fiorentina             | 2013–14             | 32              | 11              | 3             | 1             | —             | —             | 8            | 3            | —       | —         | 43        | 15        |
| Fiorentina             | 2014–15             | 17              | 4               | 1             | 1             | —             | —             | 5            | 1            | —       | —         | 23        | 6         |
| Fiorentina             | Tổng cộng           | 85              | 20              | 8             | 2             | —             | —             | 13           | 4            | —       | —         | 106       | 26        |
| Juventus               | 2015–16             | 28              | 4               | 4             | 0             | —             | —             | 8            | 1            | —       | —         | 40        | 5         |
| Juventus               | 2016–17             | 30              | 2               | 3             | 0             | —             | —             | 12           | 1            | 0       | 0         | 45        | 3         |
| Juventus               | 2017–18             | 21              | 4               | 1             | 0             | —             | —             | 6            | 1            | 1       | 0         | 29        | 5         |
| Juventus               | 2018–19             | 18              | 1               | 0             | 0             | —             | —             | 5            | 0            | 0       | 0         | 23        | 1         |
| Juventus               | 2019–20             | 33              | 2               | 5             | 0             | —             | —             | 6            | 1            | 1       | 0         | 45        | 3         |
| Juventus               | 2020–21             | 30              | 2               | 3             | 0             | —             | —             | 6            | 0            | 1       | 0         | 40        | 2         |
| Juventus               | Tổng cộng           | 160             | 15              | 16            | 0             | 0             | 0             | 43           | 4            | 3       | 0         | 222       | 19        |
| Anh                    | Anh                 | League          | League          | FA Cup        | FA Cup        | League Cup    | League Cup    | Châu Âu      | Châu Âu      | Khác    | Khác      | Tổng cộng | Tổng cộng |
| Chelsea                | 2014–15             | 12              | 0               | —             | —             | 1             | 0             | 1            | 0            | —       | —         | 14        | 0         |
| Chelsea                | 2015–16             | 1               | 0               | 0             | 0             | 0             | 0             | 0            | 0            | —       | —         | 1         | 0         |
| Chelsea                | 2016–17             | 0               | 0               | 0             | 0             | 0             | 0             | 0            | 0            | —       | —         | 0         | 0         |
| Chelsea                | Tổng cộng           | 13              | 0               | 0             | 0             | 1             | 0             | 1            | 0            | —       | —         | 15        | 0         |
| Tổng cộng sự nghiệp    | Tổng cộng sự nghiệp | 341             | 40              | 28            | 2             | 1             | 0             | 59           | 8            | 3       | 0         | 432       | 50        |

1. ↑  Các trận tại Copa Libertadores
2. ↑  Xuất hiện tại UEFA Europa League.

### Đội tuyển quốc gia
Tính đến 27 tháng 9 năm 2022
| Colombia  | Colombia | Colombia  |
| Năm       | Số trận  | Bàn thắng |
| --------- | -------- | --------- |
| 2010      | 4        | 1         |
| 2011      | 4        | 0         |
| 2012      | 7        | 2         |
| 2013      | 11       | 0         |
| 2014      | 12       | 2         |
| 2015      | 9        | 0         |
| 2016      | 13       | 1         |
| 2017      | 9        | 1         |
| 2018      | 9        | 1         |
| 2019      | 12       | 0         |
| 2020      | 4        | 0         |
| 2021      | 13       | 2         |
| 2022      | 5        | 0         |
| Tổng cộng | 113      | 10        |

### Bàn thắng cho đội tuyển quốc gia
Bàn thắng và kết quả của đội tuyển Colombia được để đầu tiên
| Bàn thắng đội tuyển quốc gia | Bàn thắng đội tuyển quốc gia | Bàn thắng đội tuyển quốc gia                                    | Bàn thắng đội tuyển quốc gia | Bàn thắng đội tuyển quốc gia | Bàn thắng đội tuyển quốc gia | Bàn thắng đội tuyển quốc gia |
| #                            | Ngày                         | Địa điểm                                                        | Đối thủ                      | Bàn thắng                    | Kết quả                      | Giải đấu                     |
| ---------------------------- | ---------------------------- | --------------------------------------------------------------- | ---------------------------- | ---------------------------- | ---------------------------- | ---------------------------- |
| 1.                           | 3 tháng 9 năm 2010           | Sân vận động José Antonio Anzoátegui, Puerto la Cruz, Venezuela | Venezuela                    | 1–0                          | 2–0                          | Giao hữu                     |
| 2.                           | 29 tháng 2 năm 2012          | Sân vận động Sun Life, Miami Gardens, Hoa Kỳ                    | México                       | 2–0                          | 2–0                          | Giao hữu                     |
| 3.                           | 14 tháng 11 năm 2012         | Sân vận động MetLife, East Rutherford, Hoa Kỳ                   | Brasil                       | 1–0                          | 1–1                          | Giao hữu                     |
| 4.                           | 6 tháng 6 năm 2014           | Sân vận động Pedro Bidegain, Buenos Aires, Argentina            | Jordan                       | 2–0                          | 3–0                          | Giao hữu                     |
| 5.                           | 24 tháng 6 năm 2014          | Arena Pantanal, Cuiabá, Brasil                                  | Nhật Bản                     | 1–0                          | 4–1                          | World Cup 2014               |
| 6.                           | 29 tháng 5 năm 2016          | Marlins Park, Miami, Hoa Kỳ                                     | Haiti                        | 2–1                          | 3–1                          | Giao hữu                     |
| 7.                           | 28 tháng 3 năm 2017          | Sân vận động Olympic Atahualpa, Quito, Ecuador                  | Ecuador                      | 2–0                          | 2–0                          | Vòng loại World Cup 2018     |
| 8                            | 24 tháng 6 năm 2018          | Kazan Arena, Kazan, Nga                                         | Ba Lan                       | 2–0                          | 3–0                          | World Cup 2018               |
| 9                            | 9 tháng 7 năm 2021           | Sân vận động Mané Garrincha, Brasília, Brasil                   | Perú                         | 1–1                          | 3–2                          | Copa América 2021            |
| 10.                          | 5 tháng 9 năm 2021           | Sân vận động Defensores del Chaco, Asunción, Paraguay           | Paraguay                     | 1–1                          | 1–1                          | Vòng loại World Cup 2022     |